# Црква Свете Петке у Заскоку
Црква Свете Петке се налазила у селу Заскок, на територији општине Урошевац, на Косову и Метохији. Припадала је Епархији рашко-призренске Српске православне цркве.

## Разарање цркве 1999. године
Црква у Заскоку је срушена минирањем од стране албанских екстремиста и поред присуства снага америчког КФОР-а.